# 新伯恩之役

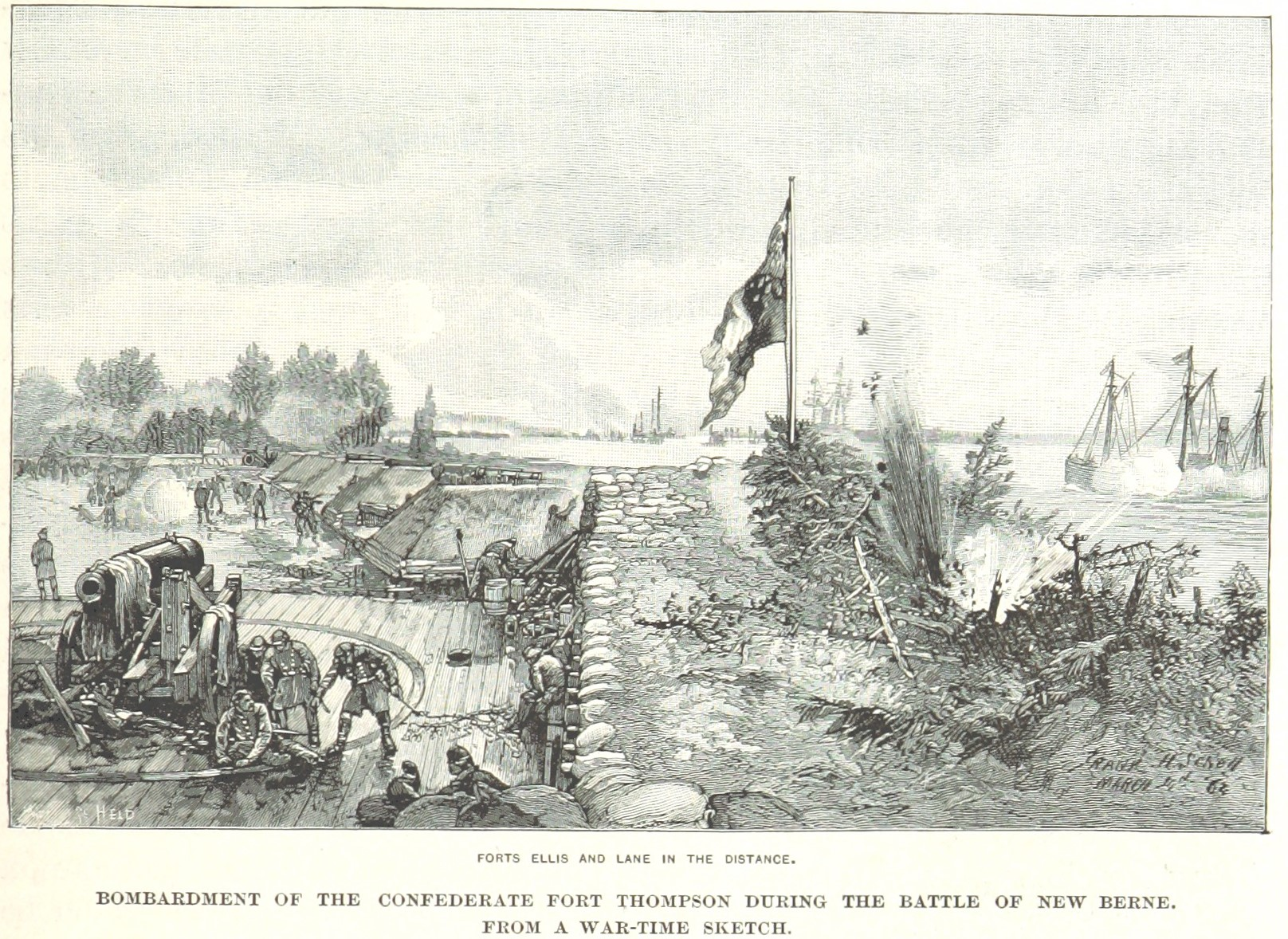
新伯恩之役

新伯恩之役於1862年3月14日發生在北卡羅來納的伊麗莎白市, 是在早期南北戰爭中北軍將領柏恩賽德為遠征及控制卡羅來納而發動的第三場戰役。

## 戰事
柏恩賽德於3月被指令前往並攻佔新伯恩,於13日，海陸兩軍直擊南方的鐵路,把南軍逼退，再戰了不足半天, 北軍就奪得9座堡壘和49尊大砲。北軍自羅諾克島之役起三戰三獲勝。

## 戰事結束
北軍傷亡人數為476;而南軍傷亡人數為609。